# Es Baluard
Es Baluard ist das neue Museum der Stadt Palma für moderne und zeitgenössische Kunst.

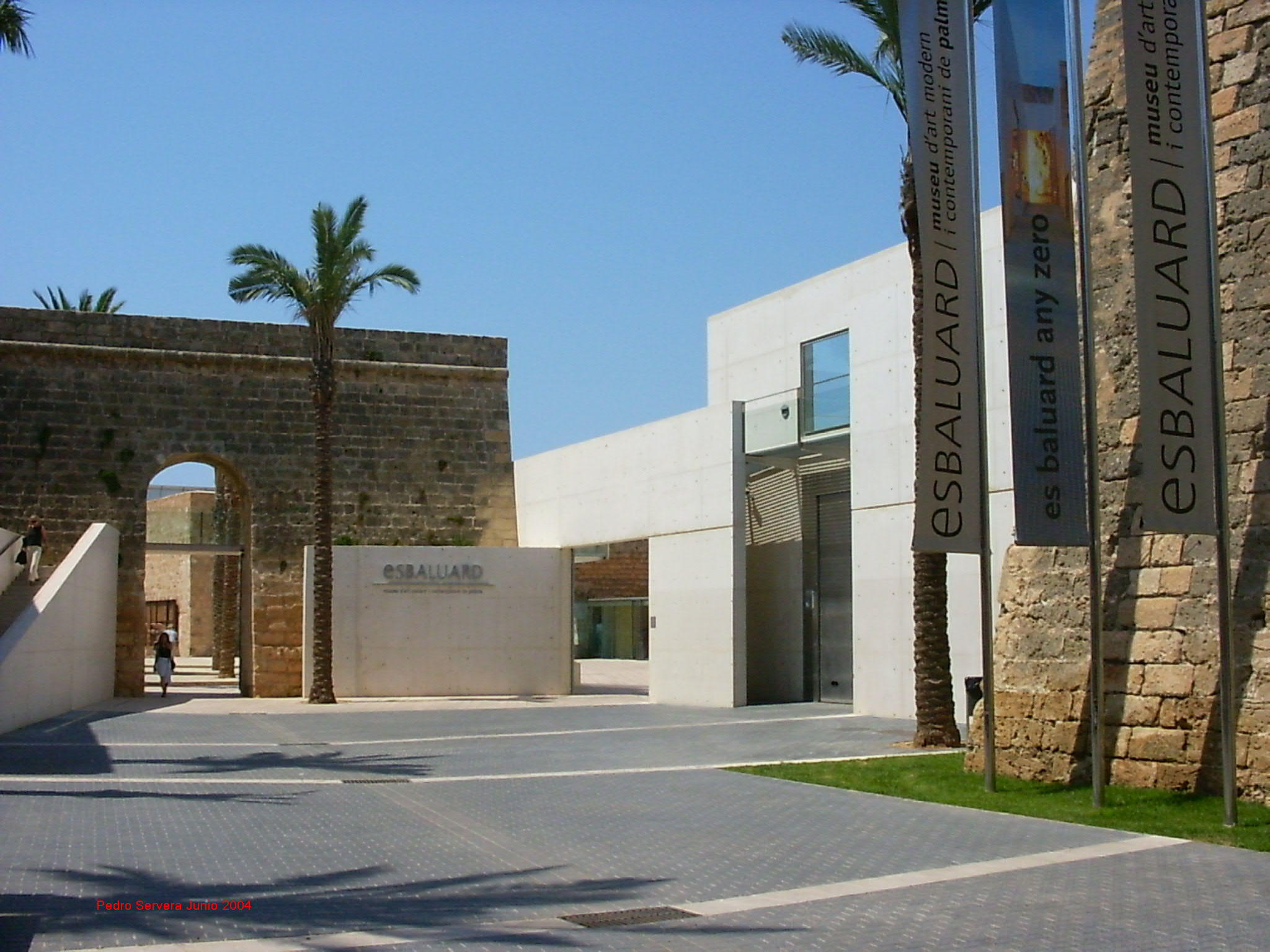
Es Baluard

In der katalanischen Sprache bedeutet baluard „Bollwerk“ und verweist so auf die Lage und die historische Funktion des an dieser Stelle ursprünglich gelegenen Bauwerks. Im Namen Es Baluard schwingt auch die Bedeutung eines Bollwerks der Kunst mit.

## Lage
Das Museum liegt in einer Eckbastion der Renaissance-Stadtmauer am Passeig Marítim von Palma auf der Baleareninsel Mallorca.

## Beschreibung
Das Museum wurde als neues Gebäude innerhalb einer alten Befestigungsanlage der Renaissance-Stadtmauer errichtet. Der Entwurf stammt von den Architekten Lluís García-Ruiz, Jaume García-Ruiz, Vicente Tomás und Angel Sánchez Cantalejo. Die als Baluard de Sant Pere bekannte Festung in der Altstadt Palmas befand sich in einem Zustand des Verfalls. Die Bereitschaft der Stadtverwaltung, diese Bastei für den Bau eines Museums für moderne und zeitgenössische Kunst zur Verfügung zu stellen, löste das Platzproblem für die Kunstsammlungen und trug zur urbanistischen Dynamisierung der gesamten Zone bei. Das Museum konnte am 30. Januar 2004 eröffnet werden.
Das Museum mit einer Gesamtfläche von 5.000 m² ist auf verschiedenen Ebenen durch unterschiedliche Routen mit der Stadt verbunden. Es erstreckt sich über drei Stockwerke, die verschiedenen Ebenen sind über Rampen, Balkone und Galerien miteinander verbunden, Oberlichter lassen Tageslicht hinein. Eine Route führt von der Stadt durch die Porta de Santa Catalina mit dem Aussichtspunkt zum Meer hin und von dort zum Viertel Sant Pere und dem Uferboulevard Passeig Marítim. Über einen anderen Weg kommt man zum obersten Bereich der Stadtmauer, von dem aus die Bucht von Palma und das Museum selbst überblickt werden können. Somit ermöglicht ein Museumsbesuch zugleich den Besuch eines historischen Baudenkmals, auf dessen Terrassen sich spektakuläre Ausblicke eröffnen: auf die Stadt und die Kathedrale, Richtung Mittelmeer und zum Castell de Bellver.

## Ausstellungen

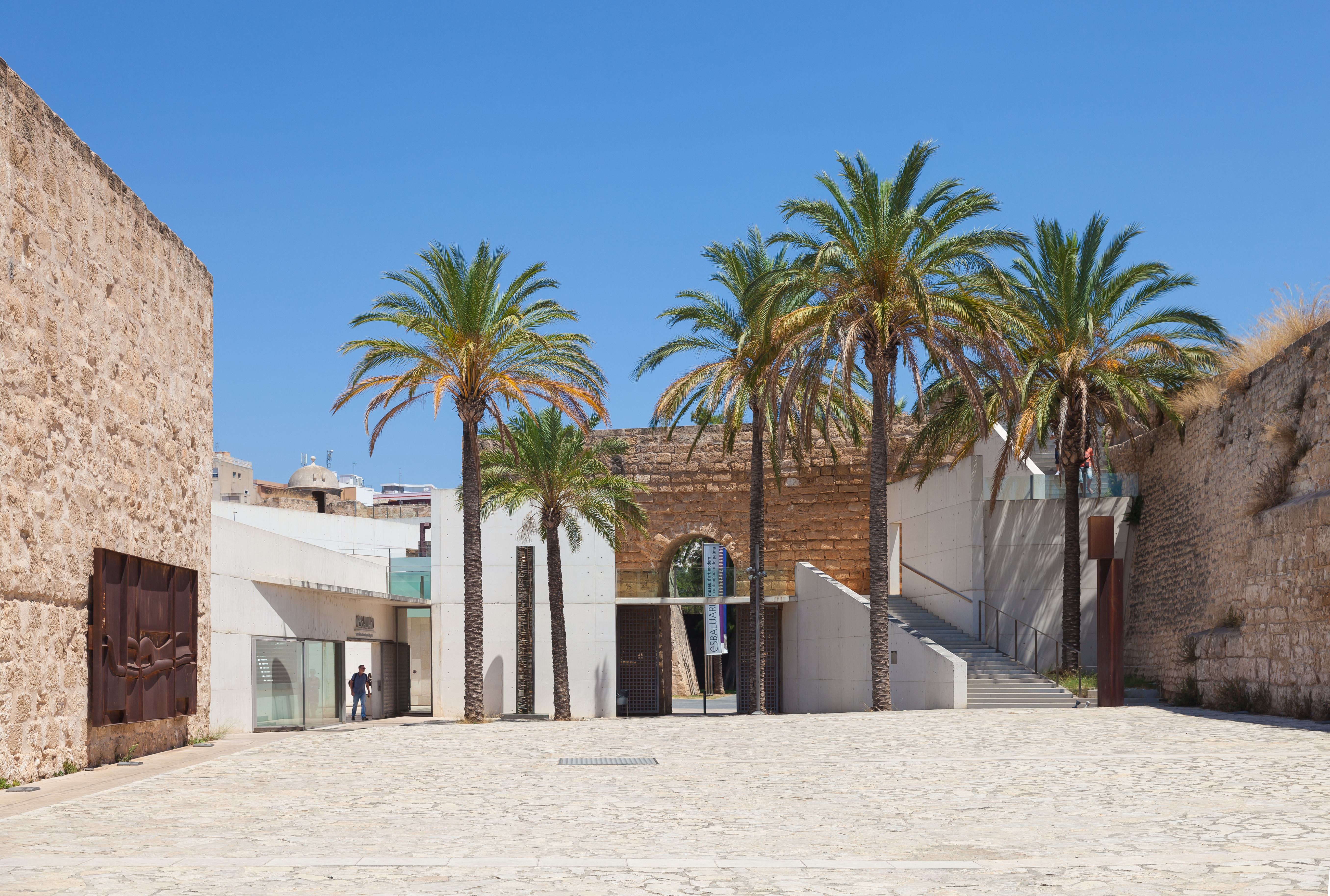
Innenhof (2015)

### 2015
- Implosió (cel·lular). Carte Blanche for Agustín Fernández Mallo
- Marta Pujades. Hombres coronados
- La Mer au Milieu des Terres // Mare Medi Terraneum
- Gabinet. Ignasi Aballí
- Gabinet. Jean Marie del Moral. El ojo de Miró
- Eduardo Kac. Lagoogleglifo
- Michael Najjar. ¿Quién nos dio la esponja para borrar todo el horizonte?

### 2014
- Logbook: Natasha Hall and her crew
- Sound Ressonances. Composition by Hayden Chisholm
- Gabinet. Manolo Millares
- Natxa Pomar. Las Hermanitas
- Rafel Joan. Paintings 1983–2013
- Project Moscow. Primavera Russa
- Gabinet: 6x6
- Saltando Muros
- Tabula Rasa or the (im)possibility of building a generation
- Miao Xiaochun. Microcosmos
- Marcelo Viquez. Riesgo Necesario
- Reproductibilitat 1.2. Fundación Aena + Es Baluard
- Implosió. Carte Blanche for CòmicNostrum

### 2013
- Mallorca and interpretation of the landscape. Works from the Es Baluard's collection
- Llorenç Ginard. Sculptures
- José Manuel Broto. Great Scores
- Cabinet: Pep Bonet
- Reproductibilitat 1.0
- Amparo Sard. Pareidolia

### 2012
- Esther Ferrer. In four movements
- Realities / Fictions. Works from Es Baluard's collection
- Joan Bennàssar. The wine I drink tastes of the sea
- Toni Catany. Works from the Es Baluard's collection
- Pictorial Fragments, 1980–2010. Einblicke in die Sammlung von Es Baluard
- The Perception of Space. Works from the Es Baluard's collection
- Biblioteca Nacional de España. Otras Miradas

### 2011
- Extimacy. Art, intimacy and technology
- Eduardo Arroyo. Pintar la literatura (Painting Literature)
- Jorge Mayet. Arquitectura para las almas
- Antoni Socías + Caramo Fanta. Mi otro yo con algunas contradicciones
- Julião Sarmento. 2000–2010
- Christian Boltanski. Signatures
- Vis-a-vis. Views of Es Baluard’s collection
- Los Carpinteros. Handwork–Constructing the World. Works from the Thyssen-Bornemisza Art Contemporary Collection

### 2010
- Juan Uslé. Nudos y Rizomas (knots and rhizomes)
- The Sites of the Latin American Abstraction. Ella Fontanals-Cisneros Collection
- Dietrich Klinge. Transformations
- Lou Reed. Romanticism
- In Private 2. The unamiable option
- Pep Llambías. Septem
- Alberto García-Alix. Lo más cerca que estuve del paraíso
- The Murmur of the World. From Informalism to the New Abstractions, 1950–2010. Curator: Juan Manuel Bonet

### 2009
- Anselm Kiefer. Works from Collection Grothe
- Power Food
- Study: Mallorca and the Landscape's Renovation
- Robert Mapplethorpe
- Ilya & Emilia Kabakov. Under the snow
- Juli Ramis visits Picasso, Marie Laurencin, Wifredo Lam, Wols, Archie Gittes, Joan Miró, André Masson, Nicolaes de Staël, Poliakoff, Fautrier.
- Joan Cortés. Memòria de l'aigua (Water's Memory)
- Crossed Landscapes. Views of Es Baluard's Collection
- Joana Vasconcelos. Garden of Eden #2

### 2008
- Light Messages. Chema Alvargonzález, Daniel Canogar, Bernardí Roig
- Jason Martin. Nomad
- En privat 1
- Francesca Martí. Echoes
- 80 and Driftings. Glimpses of Es Baluard Collection
- Animar-te. 20 años de animación por ordenador en la UIB
- Joan Miró. Posters

### 2007
- Santiago Calatrava
- Century of Landscape Painting in the Balearic Islands
- Rusiñol, Passion for Mallorca. From Luminism and Symbolism to the Japanese Print
- Aporia
- Antonio Calvo Carrión
- M+M Collection. Passion for Photography
- Mallorcan Landscapes. The Es Baluard Collection

### 2006
- Joaquim Mir torna a Mallorca
- Joan Miró and Ubú's World. Ubu aux Baléares
- Amidament de Joan Coromines by Perejaume
- Jerusalem. Installation by Jaume Plensa
- La paraula pintada (The Painted Word)
- Picasso and Books. Bancaja Collection
- Andy Warhol

### 2005
- The Games and Paths of Joan Brossa
- Erró. Retrospective. 1958–2004
- Planning Shapes. Contemporary Sculptures in the Mallorca Collections
- Becthold 80. Beginnings and Recent Work

### 2004
- Light Imprisoned int the Belly of the Whale. Rebecca Horn
- I lavatoi dell’anima. Fabrizio Plessi
- The multiplied gesture: ceramics of Picasso

## Veranstaltungen
Zum Angebot des Museums gehören auch kulturelle und didaktische Aktivitäten. Hauptziel  ist es, die Sammlungen zu erweitern und bekannt zu machen, ein Höchstmaß an Publikumsnähe anzustreben, etwa durch spezielle Führungen und Workshops für Familien, um die Jüngsten mit der Technik der künstlerischen Gestaltung vertraut zu machen, und auch die Eltern. Alle diese Aktivitäten sind kostenlos, ebenso wie die Vortragsreihen im Programm des Museums.